# Colli Euganei (vignoble)
Pour les articles homonymes, voir Colli Euganei.
Les Colli Euganei sont un vignoble italien de la région de la Vénétie, doté d'une appellation DOC depuis le 13 août 1969. Seuls ont droit à la DOC les vins récoltés à l'intérieur de l'aire de production définie par le décret.

## Aire de production
Les vignobles autorisés se situent en province de Padoue dans les communes de Arquà Petrarca, Galzignano Terme, Torreglia et en partie dans les communes de Abano Terme, Montegrotto Terme, Battaglia Terme, Due Carrare (San Giorgio), Monselice, Baone, Este, Cinto Euganeo, Lozzo Atestino, Vò, Rovolon, Cervarese Santa Croce, Teolo et Selvazzano Dentro dans les monts Euganéens. 
Le vignoble Bagnoli di Sopra est à quelques kilomètres. La région est située au sud-ouest de Padoue. La superficie planté de vigne est de 1 300 hectares.

## Cépages
Les cépages les plus importants sont : 
- Garganega
- Glera, autrefois Prosecco (appelé localement Serpino)
- Tocai friulano
- Pinot bianco
- Riesling italico
- Pinella
- Chardonnay
- Merlot
- Cabernet franc  (souvent du carménère)
- Cabernet-sauvignon
- Barbera
- Raboso veronese
- Moscato fior d'arancio

## Vins, appellations
Sous l’appellations, les vins suivants sont autorisés:
- Colli Euganei Cabernet
- Colli Euganei Cabernet Sauvignon
- Colli Euganei Cabernet Sauvignon riserva
- Colli Euganei Cabernet franc
- Colli Euganei Cabernet franc riserva
- Colli Euganei Cabernet riserva
- Colli Euganei Chardonnay
- Colli Euganei Chardonnay spumante
- Colli Euganei Fior d'Arancio
- Colli Euganei Fior d'Arancio passito
- Colli Euganei Fior d'Arancio spumante
- Colli Euganei Merlot
- Colli Euganei Merlot riserva
- Colli Euganei Moscato
- Colli Euganei Moscato spumante
- Colli Euganei Pinello
- Colli Euganei Pinot Bianco
- Colli Euganei Pinot Bianco spumante
- Colli Euganei Serprino
- Colli Euganei Tocai Italico
- Colli Euganei bianco
- Colli Euganei bianco secco spumante
- Colli Euganei bianco spumante
- Colli Euganei novello
- Colli Euganei rosso
- Colli Euganei rosso riserva